# Don Vito Corleone
Vito Andolini, poi chiamato "don" Vito Corleone è un personaggio immaginario della letteratura e del cinema.
È un boss mafioso di alto rango di origini italiane che dirige le attività criminali della Famiglia Corleone.

## Biografia del personaggio
Il boss nasce col nome di Vito Andolini il 26 aprile 1887 a Corleone, in Sicilia. Da bambino, va spesso a caccia insieme con il padre Antonio e impara a usare la lupara. Quando ha nove anni, il padre viene ucciso dai sicari del boss di Cosa nostra, Don Ciccio, come vendetta per aver ucciso il sicario, chiamato a giudicare il caso in cui era rimasto invischiato con un altro abitante del paese. Nel secondo film viene ucciso anche il fratello maggiore, Paolo (che nel romanzo è un personaggio che non esiste, poiché Vito è figlio unico).
Dopo l'uccisione del padre, la madre va con Vito dal boss per chiedere che suo figlio sia risparmiato, ma Don Ciccio fa capire che intende comunque uccidere il bambino, perché potrebbe vendicare un giorno il padre e il fratello. La donna allora fa scappare Vito, venendo poi uccisa sotto gli occhi del figlio. Mandato in fretta e furia a New York, in quanto i mafiosi adesso temono ancora di più il suo desiderio di vendetta, Vito viene ospitato dalla famiglia Abbandando, amica degli Andolini.
In America, cambia il suo nome in "Corleone", per mantenere un forte legame con il paese nel quale era nato (nel secondo film, invece, viene mostrato che il cambiamento di nome è dovuto a un errore di un doganiere che, leggendo il cartello appeso al collo di Vito, confonde il cognome con il luogo di provenienza). Una volta cresciuto, comincia a lavorare nella drogheria del signor Abbandando insieme con il figlio di questi, Genco, col quale è molto amico. Ormai diciottenne, Vito sposa Carmela, dalla quale ha quattro figli: Santino, Fredo, Michael e Connie.
Perso improvvisamente il lavoro di garzone a causa di un certo don Fanucci, boss della Mano Nera, Vito conosce Peter Clemenza e Salvatore Tessio, coi quali compie piccoli furtarelli e altri reati minori. Tuttavia Fanucci, venuto a sapere di queste loro attività, minaccia Vito di denunciare lui e i suoi complici se non dovesse ricevere parte dei loro proventi per protezione. Fingendo di voler accettare, Vito invece uccide Fanucci, guadagnandosi il rispetto di Tessio e Clemenza. In seguito alla morte del boss, ne assume gradualmente l'eredità criminale: contrabbando, protezione, gioco d'azzardo, favoreggiamento.
Man mano la sua famiglia diventa sempre più grande, e arriva ad annoverare tre regimi: quello di Clemenza nel Bronx, quello di Tessio a Brooklyn e quello del figlio Santino; l'organizzazione aumenta il suo potere, soprattutto grazie alla presenza di Luca Brasi, un malvivente tanto brutale quanto abile e temuto, che il boss ha anche fatto scarcerare.
Ormai comunemente chiamato "Padrino", "Don Corleone" (o, semplicemente "il Don" nel libro), fonda la Genco Puro Oil Company, la ditta di importazione dell'olio d'oliva che, negli anni, si rivelerà un'ottima società di copertura, in cui è coadiuvato da Genco Abbandando, il vecchio amico d'infanzia che è divenuto il suo consigliere in seno all'organizzazione mafiosa. Quando cerca di estendere il suo monopolio sul gioco d'azzardo, entra in contrasto con Salvatore Maranzano, boss di mezza tacca amico di Al Capone, che gli manda alcuni rinforzi da Chicago, che però vengono scovati e fatti a pezzi a colpi di ascia dal terribile Luca Brasi. Nella realtà Maranzano è stato un potentissimo boss. La guerra, che porta a un attentato quasi fatale allo stesso Corleone, si conclude con la morte di Maranzano per mano di Tessio. La spaventosa rete di criminalità di don Corleone attira anche molti politici corrotti, perfino diversi membri influenti del Congresso americano: molti di essi sono italo-americani ed ebrei. Oltre a possedere contatti con diversi politici a livello congressuale (nel secondo film Michael farà un accordo con un senatore dello Stato del Nevada), Don Vito poteva vantare anche molte conoscenze tra i giornalisti, i giudici federali e statali, e i politici della città e dello Stato di New York.
Il suo stesso potere gli assicura una rivalità senza quartiere con altri due potenti boss mafiosi newyorkesi come Emilio Barzini (chiamato Barrese nella prima edizione italiana del primo film) e Philip Tattaglia. Fa da padrino di battesimo in innumerevoli occasioni. Il suo figlioccio più illustre è il cantante e attore Johnny Fontane. Nel 1945, quando è ormai lui il più potente signore del crimine di New York, la sua cosca a Manhattan risulta in grado di controllare l'operato degli altri quattro distretti New Yorkesi.
La pace si rompe quando nega a uno spacciatore di droga, Virgil Sollozzo, spalleggiato dai Tattaglia, il proprio appoggio nel business delle droghe. Subito dopo, infatti, don Corleone subisce un attentato quasi mortale e il figlio Santino ne prende il posto, portando avanti una furiosa guerra di logoramento contro la famiglia Tattaglia. Verso la fine degli anni quaranta, quando Santino viene ucciso dai nemici della famiglia, don Vito organizza un incontro con le altre famiglie, occasione in cui a malincuore accetta il contrabbando di droghe, pagando in tal modo il prezzo per la pace.
In realtà intende prendere tempo affinché il figlio Michael (fuggito dopo aver eliminato Sollozzo e il capitano di polizia che lo proteggeva, Mark McCluskey) possa ritornare sano e salvo a New York. Dopo aver ceduto il comando della famiglia al figlio Michael, diviene il consigliere (sostituendo temporaneamente Tom Hagen), pur essendo malato. Interviene un'ultima volta per scarcerare l'ex poliziotto Al Neri, che prenderà il posto di Luca Brasi (in precedenza ucciso da Sollozzo e Bruno Tattaglia) come esecutore e guardia personale dei boss della famiglia.
Pur essendo fiducioso che Michael sia un valido successore, Vito continua a rimpiangere di non essere riuscito a tenerlo lontano dal mondo del crimine organizzato, convinto che fosse l'unico tra i suoi figli ad essere in grado di ottenere il potere in modo legale. Minato da una salute assai precaria, muore per un infarto, lasciando definitivamente la guida del suo impero al figlio Michael, che nel terzo film crea la fondazione benefica per la Sicilia Vito Andolini Corleone.

## Caratterizzazione

### Omicidi commessi
Gli omicidi commessi direttamente da Don Vito sono pochi, ma bisogna tener conto di tutti gli omicidi che ha ordinato nel corso degli anni;
- Don Fabrizio Fanucci, ucciso a colpi di pistola per prenderne il posto di boss di Little Italy;
- Don Francesco "Ciccio" di Corleone, pugnalato durante la sua trasferta in Sicilia per vendicare i parenti uccisi dai suoi uomini;
- (nella versione integrale del secondo film) due ex uomini di Don Ciccio, uccisi rispettivamente nel proprio letto e su una barca, perché coinvolti nell'uccisione dei suoi parenti

### Famiglia Andolini-Corleone
|                                         |                                         |                   |                   |                     |                     |            |            |          |         |         |         |               |      |              |              |               |               |       |       |        |           |           |        |                   |                   |
|                                         |                                         |                   |                   |                     |                     |            |            |          |         |         |         | Vito Andolini |      |              |              |               |               |       |       |        |           |           |        |                   |                   |
|                                         |                                         |                   |                   |                     |                     |            |            |          |         |         |         |               |      |              |              |               |               |       |       |        |           |           |        |                   |                   |
|                                         |                                         |                   |                   |                     |                     |            |            |          |         |         |         |               |      |              |              |               |               |       |       |        |           |           |        |                   |                   |
|                                         |                                         |                   |                   | Santino             | Santino             |            | Federico   | Federico |         |         | Michael | Michael       |      |              | Constanzia   | Constanzia    |               |       |       |        | Tom Hagen | Tom Hagen |        |                   |                   |
|                                         |                                         |                   |                   |                     |                     |            |            |          |         |         |         |               |      |              |              |               |               |       |       |        |           |           |        |                   |                   |
|                                         |                                         |                   |                   |                     |                     |            |            |          |         |         |         |               |      |              |              |               |               |       |       |        |           |           |        |                   |                   |
| Kathy                                   | Kathy                                   | Francesca         | Francesca         | Frank               | Frank               | Santino Jr | Santino Jr | Vincent  | Vincent | Anthony | Anthony | Mary          | Mary | Victor Rizzi | Victor Rizzi | Michael Rizzi | Michael Rizzi | Frank | Frank | Andrew | Andrew    | Gianna    | Gianna | Figlia innominata | Figlia innominata |
|                                         |                                         |                   |                   |                     |                     |            |            |          |         |         |         |               |      |              |              |               |               |       |       |        |           |           |        |                   |                   |
|                                         |                                         |                   |                   |                     |                     |            |            |          |         |         |         |               |      |              |              |               |               |       |       |        |           |           |        |                   |                   |
| William "Sonny" Brewster Van Arsdale IV | William "Sonny" Brewster Van Arsdale IV | Figlio innominato | Figlio innominato | Carmela Van Arslade | Carmela Van Arslade |            |            |          |         |         |         |               |      |              |              |               |               |       |       |        |           |           |        |                   |                   |

## Concezione e sviluppo

### Storia
Appare per la prima volta come protagonista de Il padrino, romanzo di Mario Puzo del 1969.
Nell'omonima trilogia cinematografica di Francis Ford Coppola è interpretato da Marlon Brando (da anziano), da Robert De Niro (da giovane) e da Oreste Baldini (da bambino). Nella versione italiana classica è doppiato da Giuseppe Rinaldi (da anziano) e da Pino Colizzi (da giovane), mentre nella riedizione del 2008 è doppiato da Stefano De Sando (da anziano) e da Pino Insegno (da giovane).
Premiere Magazine ha eletto Vito Corleone come "Più grande personaggio nella storia del cinema". È stato inoltre scelto dal periodico Empire come il 53º più grande personaggio cinematografico di sempre.
Il personaggio di Vito Corleone si ispira alle figure dei boss realmente esistiti Frank Costello, Meyer Lansky, Lucky Luciano e Bugsy Siegel e soprattutto a Carlo Gambino.

## Altri media
Don Vito è apparso della trasposizione cinematografica di Francis Ford Coppola in una celebre omonima trilogia cinematografica. Nel primo film, Il padrino, il personaggio, ormai anziano, è interpretato da Marlon Brando, che al provino aveva suggerito l'idea di dare al personaggio un'aria da bulldog appesantendo le guance con del cotone, poi rimpiazzato da protesi. Nel secondo film, Il padrino - Parte II viene narrata l'ascesa al potere del giovane Vito Corleone, qui interpretato dall'attore Robert De Niro. L'attore italiano Oreste Baldini interpreta il personaggio da bambino.
Per l'interpretazione di don Vito Corleone, Marlon Brando e Robert De Niro hanno entrambi vinto un premio Oscar, sebbene Brando avesse rifiutato il suo Oscar e non si fosse presentato alla cerimonia di premiazione, in disaccordo sui maltrattamenti degli indiani nativi d'America da parte degli Stati Uniti e di Hollywood. Per 45 anni sono stati i due soli attori ad aver ricevuto tale premio per aver interpretato lo stesso personaggio, record in cui sono stati raggiunti nel 2020, quando Joaquin Phoenix ha ricevuto l'Oscar per l'interpretazione di Joker nell'omonimo film, personaggio per la cui interpretazione era stato premiato Heath Ledger in Il cavaliere oscuro (curiosamente, il primo interprete di entrambi i personaggi non fu presente alla consegna del premio: Brando per la sopra citata protesta per i maltrattamenti verso gli indiani nativi d'America, Ledger poiché deceduto prima della cerimonia), e nel 2022, quando Ariana DeBose ha ricevuto l'Oscar per l'interpretazione di Anita nel West Side Story del 2021, personaggio per la cui interpretazione era stata premiata Rita Moreno nel West Side Story del 1961.